# Топаллер, Анатолий Семёнович
Анатолий Семёнович Топаллер (13 ноября 1911 — 16 января 1996) — командир эскадрильи 3-го легкого бомбардировочного авиационного полка 8-й армии, капитан. Герой Советского Союза.

## Биография
Родился 13 ноября 1911 года в областном центре Луганской области Украины. Работал модельщиком на паровозостроительном заводе.
В Красной Армии с 1929 года. В 1935 году окончил Борисоглебскую школу военных лётчиков. Участник советско-финской войны 1939—1940 годов.
К марту 1940 года совершил 25 боевых вылетов на разведку и бомбардировку войск противника, нанеся ему значительный урон в живой силе и технике. 19 мая 1940 года «за образцовое выполнение боевых заданий командования на фронте и проявленные при этом отвагу и геройство», капитану Анатолию Семёновичу Топаллеру присвоено звание Героя Советского Союза с вручением ордена Ленина и медали «Золотая Звезда».
Участник Великой Отечественной войны с августа 1941 года. С 1945 года подполковник Топаллер в запасе, а затем в отставке. Жил в городе Гайсин Винницкой области Украины. Скончался 16 января 1996 года.